# Rue de Roubaix (Tourcoing)
Pour les articles homonymes, voir Rue de Roubaix.

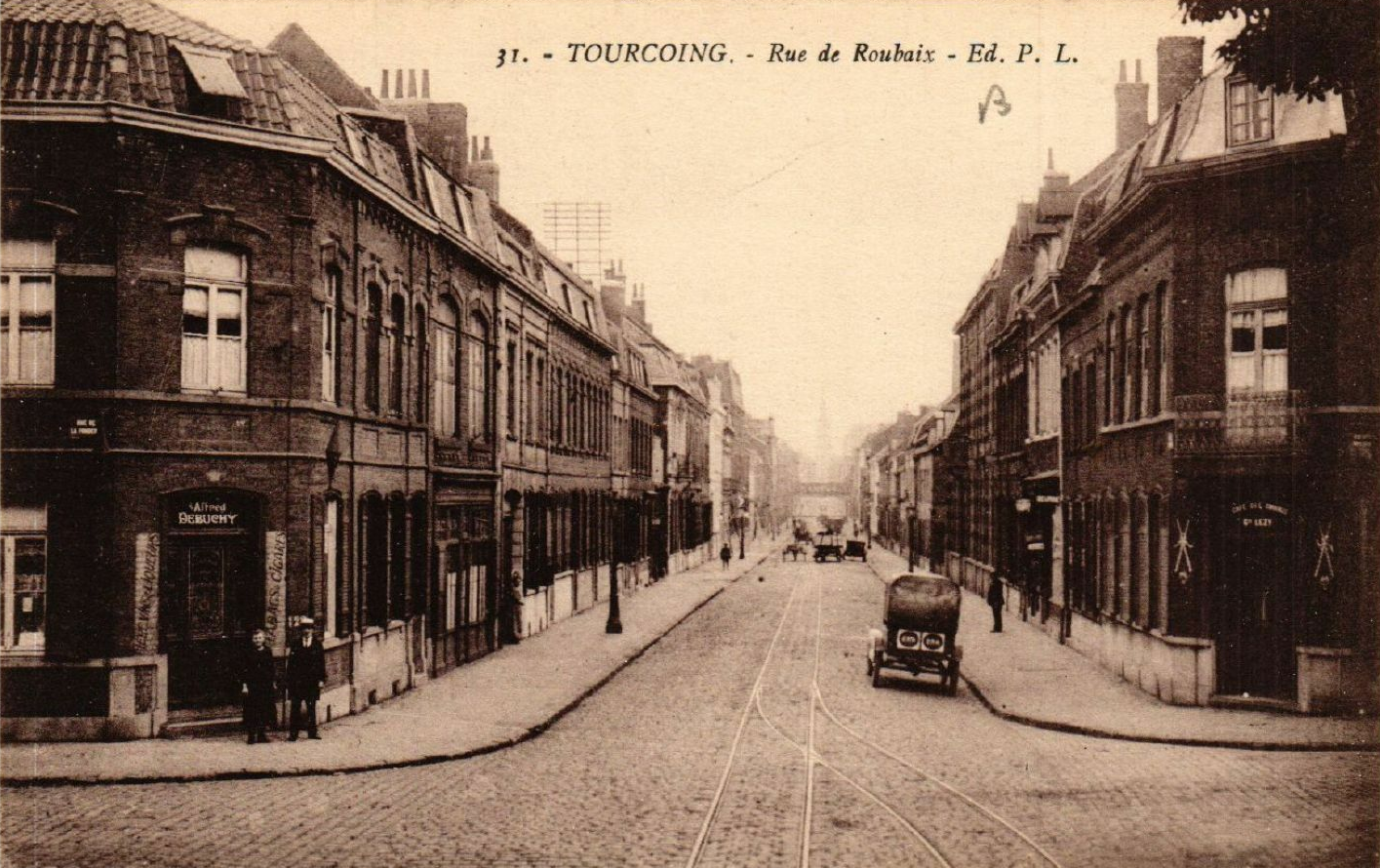
La rue de Roubaix vers la fin du XIXe siècle.

La rue de Roubaix est une voie de la commune française de Tourcoing.

## Description

### Situation et accès
La rue de Roubaix est desservie au nord par la station Gare de Tourcoing du métro, et aboutit à la rue du Collège, en passant au-dessus du canal de Roubaix.

### Origine du nom
Elle porte ce nom car elle relie Tourcoing à la ville de Roubaix dans le département du Nord.

## Historique
En 1820, c'était un chemin appelé « chemin de la Dîme », du nom de la ferme de la Dîme.
En 1830, « la route de Roubaix était encore un chemin boueux bordé de ruisseaux et de quelques mauvaises habitations ». On se rendait encore de Roubaix à Tourcoing à travers champs. La municipalité de Tourcoing reprend alors l'idée d'une voie pavée entre les deux villes, mais le conseil municipal de Roubaix ne voit pas l'intérêt d'une telle dépense, et les Tourquennois payeront seuls le pavé.